# Leguán chocholatý
Leguán chocholatý (Brachylophus vitiensis), nazývaný také fidžijský chocholatý nebo fidžský, je ještěr z čeledi leguánovití a rodu Brachylophus, jehož zástupci jsou obecně zeleno-modře zbarveni, a s oblibou žijí ve vlhkých pobřežních lesích. Leguán chocholatý je kriticky ohrožený druh.

## Výskyt
Leguán chocholatý je endemitem ostrova Fidži, vyskytující se pouze ostrovech jižního Pacifiku; na ostrově Yadua Taba, Monuriki a na ostrovech Deviulau a Waya v oblasti zvané Yasawa. Zpozorován byl ale rovněž na ostrovech Monu, Qalito nebo třeba Malolo Levu. V roce 1984 byl naposledy spatřen také na ostrovech Matacawa Levu nebo Naviti, zde však již pravděpodobně vyhynul (od roku 2000 není na zmíněných ostrovech evidován).

## Popis
Leguán chocholatý byl poprvé objeven v roce 1979, a popsán v roce 1981. Od ostatních druhů svého rodu se liší odlišnou skladbou užších svislých pruhů, jež mohou být na některých místech černě lemované. O něco patrnější má i ostnatý hřebínek na těle (na páteři a hlavě), vzpřímený až do výšky 1,5 cm, navíc černého zbarvení. Leguán chocholatý dorůstá podstatně vyšších rozměrů, může být dlouhý až 1,2 metru a vážit až 300 gramů. Umí velmi rychle změnit barvu svého těla; od zelené přes modrou, až černou. Tak činí především v období námluv nebo při teritoriálním chování.
Hnízdit obvykle začíná v období mezi březnem a dubnem, a námluvy se konají o jeden nebo dva měsíce dříve. Samice snese asi čtyři bílá vejce do vyhrabané díry v lese, tu následně zahrabe a snůšku bedlivě střeží. Mláďata se líhnou za neobvykle dlouho dobu, po více než osmi měsících inkubace. Z nory vylézají příhodně v období dešťů, a olizují vláhu z mokrých listů.
Je to převážně býložravec, živící se listy a plody stromů nebo keřů (zejména pak květy ibišku, na jejichž stromech setrvává velmi často).

### Ohrožení
Úhlavním nepřítelem nejen těchto leguánů je bezesporu člověk, který soustavně ničí jejich biotop, obzvláště deforestací a rozvojem zemědělství, nebo i nechtěnou kolonizací invazivních druhů živočichů. Na ostrovech se objevují i nepůvodní vysazené druhy rostlin; příkladem je divoká mimóza (Leucaena leococephala), což je rostlina s bílými hlávkovými květy, jejíž lusky jsou pro leguány jedovaté. Problematická bývá i predace ze strany divokých koz, ale ta už do žebříčku nejvyšších hrozeb nepatří. Především se zde vyskytuje několik nepůvodních predátorů, jako třeba kočky, krysy nebo promyky, a ty přeživší populaci leguánů ohrožují asi nejvíce. Za těchto okolností a z hlediska ochrany zdejší fauny, vláda Fidži přísně zakazuje jakýkoli pohyb osob na některých neobydlených ostrůvcích (např. na Yadua Taba). Na ostrovech Fidži žije asi 12 až 14 tisíc leguánů chocholatých.